# Achampet
Achampet es una ciudad censal situada en el distrito de Nagarkurnool en el estado de Telangana (India). Su población es de 20721 habitantes (2011).

## Demografía
Según el censo de 2011 la población de Achampet era de 20721 habitantes, de los cuales 11031 eran hombres y 9690 eran mujeres. Achampet tiene una tasa media de alfabetización del 80,54%, superior a la media estatal del 67,02%: la alfabetización masculina es del 88,82%, y la alfabetización femenina del 71,09%.